# Fara Gera d’Adda
Fara Gera d’Adda ist eine italienische Gemeinde (comune) mit 8012 Einwohnern (Stand 31. Dezember 2023) in der Provinz Bergamo, Region Lombardei.

## Geographie
Fara Gera d’Adda liegt 20 Kilometer südwestlich der Provinzhauptstadt Bergamo und 30 Kilometer nordöstlich der Metropole Mailand.
Die Nachbargemeinden sind Canonica d’Adda, Cassano d’Adda (MI), Pontirolo Nuovo, Treviglio und Vaprio d’Adda (MI).

## Sehenswürdigkeiten
- Basilica Autarena, lombardisches Kirchengebäude